# William Bentinck (gubernator generalny)
William Henry Cavendish-Bentinck, Lord William Bentinck (ur. 14 września 1774, zm. 17 czerwca 1839 w Paryżu) – brytyjski mąż stanu, w latach 1828–1835 gubernator generalny Brytyjskiej Kompanii Wschodnioindyjskiej.
Był drugim synem Williama Cavendish-Bentincka, 3. księcia Portland, dwukrotnego premiera Wielkiej Brytanii, młodszym bratem Williama Bentincka, 4. księcia Portland, członka rządu. Służył wojskowo, dochodząc do stopnia oficerskiego. W latach 1803–1807 był gubernatorem Madrasu (odwołany, gdy przyczynił się do buntu sipajów, zakazując im noszenia bród i turbanów). Uczestniczył w wojnie hiszpańskiej, następnie dowodził siłami brytyjskimi na Sycylii. Został odwołany w 1815.
Zasiadał w Izbie Gmin. W 1827 został mianowany gubernatorem generalnym Bengalu, a w 1833 całych Indii, gdzie jego zadaniem było m.in. przekształcenie przynoszącej straty Kompanii Wschodnioindyjskiej w organ administracji brytyjskiej na tym terenie. Występował jako przeciwnik miejscowych obyczajów, uważanych przez Brytyjczyków za barbarzyńskie, m.in. palenia wdów na stosach pogrzebowych mężów (sati). Podobno miał wysunąć propozycję rozebrania Tadź Mahalu, mającego wówczas dwieście lat, zaniedbanego, zarośniętego, niemalże popadłego w ruinę. Bentinck miał zaproponować przesłanie marmuru statkiem do Londynu i tam sprzedanie go, a decyzja ta, fatalna dla przyszłych pokoleń, nie doszła do skutku tylko dlatego, że marmur zerwany z Czerwonego Fortu nie znalazł nabywców.
William Bentinck pełnił funkcję gubernatora generalnego Indii do 1835. Po powrocie do Anglii nie przyjął miejsca w Izbie Lordów, zasiadał natomiast ponownie w Izbie Gmin jako reprezentant Glasgow.